# Deadache
Deadache este album înregistrat de Lordi.

## Track list
1. SCG IV – 00:42
2. Girls Go Chopping – 04:02
3. Bite It Like a Bulldog – 03:29
4. Monsters Keep Me Company – 05:28
5. Man Skin Boots – 03:42
6. Dr. Sin Is In – 03:47
7. The Ghosts of the Heceta Head – 03:38
8. Evilyn – 04:00
9. The Rebirth of the Countess – 01:59
10. Raise Hell in Heaven – 03:32
11. Deadache – 03:28
12. The Devil Hides Behind Her Smile – 04:12
13. Missing Miss Charlene – 05:10